# 警視庁文書捜査官
『警視庁文書捜査官』（けいしちょうぶんしょそうさかん）は、麻見和史による書き下ろしの小説、および小説のシリーズである。第1作は2015年1月31日にKADOKAWAから書き下ろしで刊行された。
2018年からテレビ朝日系で『未解決の女 警視庁文書捜査官』のタイトルでテレビドラマ化。主演は波瑠。

## あらすじ
警視庁文書捜査官
大学で文章心理学を専攻していた鳴海理沙は、警視庁捜査第一課科学捜査係文書解読班、通称「資料保管室」という部署に配属されており、唯一の部下である矢代朋彦とともに、主に捜査資料を整理・分類する仕事を行っている。ある日、理沙たちは、杉並区荻窪2丁目で起きた殺人事件で初めて出動する。被害者の男性の遺体は、右手が切断されており、現場には、裏にメモ書きのあるレシートの他、不可解なアルファベットの文字列が印刷されたカードが残されていた。
永久囚人 警視庁文書捜査官
ある年の4月、理沙が班長を務める文書解読班は、これまでの功績が認められ、新しく夏目静香がメンバーに加えられる。しばらくの後、文書解読班に出動命令が出され、理沙たちは下高井戸1丁目の事件現場へ急行する。遺体はワイヤーでぐるぐる巻きにされており、近くにはダイイング・メッセージが残されていた。やがて遺品の中から、『永久囚人』という幻想小説の2ページ分を撮影した画像が見つかる。

## 登場人物
鳴海理沙
警部補。文字フェチ。甘党。捜査一課科学捜査係文書解読班主任。モデルのような美人だが、いわゆる「残念」な女性。現場に文字の謎が潜んでいると、目の輝きを変えて饒舌、活発、行動的になる。過去に酷いいじめに遭っており、特定のタイプの女性と会話することが酷く苦手。相対すると青ざめ寡黙になるか異様に饒舌になってしまうため、聞き込みの際には矢代だけ、後に矢代と夏目が行くことが多くなり、理沙自身は本部に残って文字の謎を解くことに集中するようになる。大学教授や古書店などに伝手を持ち、捜査に行き詰まったり探し物がある時には彼らの協力を仰ぐことも多い。
矢代朋彦
巡査部長。活動的。捜査一課科学捜査係文書解読班所属。捜査一課への配属を望んでいたため所轄刑事から異動になって喜んだものの、前線での捜査が通常はできない部署ということで初期は落胆し、早く手柄を立てて「捜査ができる捜査一課」に異動したいと希望していた。紆余曲折あって、後に今のチームをまとめて行きたいと望むようになる。性格は我慢強く、所轄刑事時代に何度も地道に足で捜査をして成果をあげてきたため「お遍路さん」というあだ名を持っている。聞き込みが苦手な理沙に変わって、初期は一人で、夏目が来てからは武闘派の夏目と一緒に外回りを担当。理沙の所轄時代の話を除き、シリーズを通じて基本は彼の視点で話が進む。苦労性。
夏目静香
巡査。捜査一課科学捜査係文書解読班所属。身長179.8cmほどと体格の良い武闘派で、頭脳より肉体派だと自ら公言している。特技は剣道。納得できないと上司にも意見を述べるある意味怖いもの知らずのマイペースだが、正義感は人一倍。共感しやすく、被害者遺族への聞き込みではよく感情移入しすぎて泣いたり、想像を膨らませ過ぎて妄想が突っ走ることも多い。腐女子で、理佐に手伝って貰って一次創作のBL同人誌を作ってイベントに参加したこともある。体育会系のため上下関係には厳しく、自分より後輩に当たる谷崎を指導する。口癖は「意見具申！」。
谷崎廉太郎
巡査。捜査一課科学捜査班所属。元はIT企業に勤めていた転職組だが、性格に少々難があり、自分には才能があるのに周囲が理解してくれないと思っている。その性格のため、現在所属しているIT関係の部署では扱いにくい存在とされていたが、ITに弱い文書解読班の助っ人として幾度も捜査を手伝い、成果をあげて褒められたりすごいと喜ばれることが増えるうち、文書解読班メンバーとの間に仲間意識のようなものが芽生えてきている。褒められたり煽てられると、ふふん、と得意げになるクセがある。当初はエリート意識が酷かったが、夏目による厳しい指導の結果、現在は鼻につく部分が減り、上司や先輩の言うこともきちんと聞くようになった。

## 書籍情報
- 警視庁文書捜査官
  - 2015年1月31日、KADOKAWA 、ISBN 978-4-04-101988-7
  - 2017年1月25日、角川文庫、ISBN 978-4-04-104619-7
- 永久囚人 警視庁文書捜査官
  - 2017年3月25日、KADOKAWA、ISBN 978-4-04-104609-8
  - 2018年4月25日、角川文庫、ISBN 978-4-04-106996-7
- 緋色のシグナル 警視庁文書捜査官エピソード・ゼロ
  - 2018年1月25日、角川文庫、ISBN 978-4-04-106454-2
- 灰の轍 警視庁文書捜査官
  - 2018年11月22日、角川文庫、ISBN 978-4-04-107400-8
- 影の斜塔 警視庁文書捜査官
  - 2019年4月24日、角川文庫、ISBN 978-4-04-108048-1
- 愚者の檻 警視庁文書捜査官
  - 2019年11月21日、角川文庫、ISBN 978-4-04-108825-8
- 銀翼の死角 警視庁文書捜査官
  - 2020年5月22日、角川文庫、ISBN 978-4-04-109309-2
- 茨の墓標 警視庁文書捜査官
  - 2021年3月24日、角川文庫、ISBN 978-4-04-109308-5
- 琥珀の闇 警視庁文書捜査官
  - 2023年2月24日、角川文庫、ISBN 978-4-04-111329-5
- 追憶の彼女 警視庁文書捜査官
  - 2024年3月22日、角川文庫、ISBN 978-4-04-114629-3
- 最後の告発 警視庁文書捜査官
  - 2025年4月25日、角川文庫、ISBN 978-4-04-116125-8

## テレビドラマ
『未解決の女 警視庁文書捜査官』（みかいけつのおんな けいしちょうぶんしょそうさかん）のタイトルで、2018年4月19日から6月7日まで毎週木曜日21時 - 21時54分に、テレビ朝日系「木曜ドラマ」枠で放送された。主演は波瑠。
2019年4月28日、日曜日21時 - 23時5分に日曜プライム・ドラマスペシャル『未解決の女 警視庁文書捜査官〜緋色のシグナル〜』が放送された。
2020年8月6日から9月17日まで、シーズン1と同じ「木曜ドラマ」枠にて、続編としてシーズン2を放送。

### キャスト

#### 警視庁捜査一課
特命捜査対策室
2009年に時効廃止法案が出されたのに伴って設立した。室長の古賀清成を筆頭にして今までの未解決事件を捜査している。地下の文書保管倉庫を借りて、3年前に第6係（文書解読係）を設立した。
矢代朋（やしろ とも）〈28→30〉
演 - 波瑠
本作の主人公。第6係の刑事。巡査部長。一人称は「自分」。目が大きいことから、理沙には「ホルス」、古賀には「目力」と呼ばれている。古賀から女性扱いされないこともしばしば。柔道に長けている。
物語当初は第3強行犯捜査 殺人犯捜査第5係に赴任しているが、大けがから復帰後に捜査一課長から異動を命じられた。
草加と一緒に行動して聞き込み捜査をする描写が多く、対人関係が苦手な鳴海の代わりにイヤホンを使って彼女の指示を受ける形式（通称：コナン君形式）で聞き込み捜査や被疑者の取り調べをする役割もある。教養などに疎い面があり、当てずっぽうや勘による捜査が多い。
第7話で秋田に拳銃で撃たれたが、鳴海の文書力を見習って購入した辞書が弾丸を受け止めたため、無傷で済んだ。
岡部からは好意を持たれているが気が付いていない。
鳴海理沙（なるみ りさ）〈48→50〉
演 - 鈴木京香
第6係の刑事。階級は警部補。「（倉庫番の）魔女」の異名を持つ。矢代からは「先輩」と呼ばれる。警察官だった祖父に勧められて同じ道に進んだ。
文書解読のエキスパートとして未解決事件捜査の突破口を切り開いている。個室でくつろいでレコードを聴きながら文書解読することが多い。ちょっとしたことで機嫌を損ねて個室へ引き込もってしまう。謎が解明したときに「文字の神様が下りてきた」と言う。自分の気に入らない言葉や言葉の使い方を間違っているとすぐに訂正を求めるため、古賀らから面倒がられている。稀に外出することもあり、大抵周囲がざわつく（シーズン1では地上へ出ただけでも捜査一課がざわついた）。外出時には紫外線対策として日傘やサングラスを欠かさない。
12年前の坂下芽以誘拐事件を担当していたが未解決に終わってしまい、後に精神的ダメージを負った坂下菜々美から罵倒されたことが原因で対人関係が苦手となった。
6係への階段の昇り降りに不満を持っている。
草加慎司（くさか しんじ）〈53→55〉
演 - 遠藤憲一
第6係の主任。警部補。現在は独身。娘がいる（Season2）。「お遍路」の異名を持つ。矢代からは「いい声」と評される。鳴海に気がある様子で、周囲が「魔女」と呼ぶことを嫌がっている。パソコン操作は苦手である。2年前から第6係に配属している。
無駄なセリフを吐かないことを美学と考えており、朋には「無駄口を叩くな」と注意している。
古賀清成（こが きよなり）〈50→52〉
演 - 沢村一樹
室長。警視。既婚。
出世欲が強く、他人の手柄を横取りすることが多いため、鳴海と川奈部前係長には「腹黒（男）」と思われている。第6係のメンバーを「倉庫番」と呼んで邪魔者扱いしており、特に矢代には皮肉な態度を取って見下している。
特命捜査対策室室長に左遷されたと快く思っていないが、代議士・官僚等の身分の高い人物が絡む事件になると目の色を変えて部下に指示を出し、自分の手柄にして次期の捜査一課長のポストを狙っているあからさまな態度を取る。が、推理力はイマイチである。
Season2では出世することなく、そのままの役職であることを不満に感じている（過去の栄光を語ってばかりいる）。第6話では富野に銃で撃たれて倒れ、最終話では左腕を骨折して入院した（ラストには理沙が喋ったあとにくしゃみをしていた）。
鳴海とは10数年前に「何かあった」模様。
高校時代は演劇部に所属していた（Season 2）。
宗像利夫（むなかた としお）〈48〉(S2)
演 - 皆川猿時
刑事。室長補佐。
国木田哲夫（くにきだ てつお）〈46〉(SP、S2)
演 - 谷原章介
京都府警 刑事(SP)→第6係係長(S2)。京都府出身。
財津の定年に伴い、Season2より第6係の係長に就任（階級は警部）。赴任してわずか1週間で京都弁から標準語になっており、矢代らを感心させる。草加同様、矢代から「いい声」と評される。
矢代のことは「朋ちゃん」と呼ぶ。
財津喜延（ざいつ よしのぶ）〈58→60〉
演 - 高田純次
第6係の係長。警部。
恐妻家。定時に帰って夕飯の買い出しに行くことを日課にしている。普段は飄々としているが、かなり切れ者。武道に長けている様子（season2の第1話など）。以前は科捜研にいた。
season2の第1話にて定年退職する。
福津正大（ふくつ しょうた）〈25〉(S2)
演 - 加藤大貴
第2係の刑事。
中間賢治（なかま けんじ）〈35〉（S2)
演 - 岡本智礼
第2係の刑事。

吉田治郎（よしだ じろう）〈25〉(S1)
演 - 西銘駿（男劇団 青山表参道X）
第2係の刑事。
由比雄一（ゆい ゆういち）〈30〉(S1)
演 - 植木祥平
第2係の刑事。
庄野仁（しょうの じん）〈35〉(S1)
演 - 裵ジョンミョン
第2係の刑事。

第3強行犯捜査 殺人犯捜査第5係
岡部守（おかべ まもる）〈32→34〉
演 - 工藤阿須加
刑事。巡査部長。
同期の矢代と入れ替わりで強行犯係に配属された。
矢代のことが気になっている。
川奈部孝史（かわなべ たかし）〈55〉
演 - 光石研
係長(S1)→管理官(S2)。警部。矢代の元上司。
矢代の父を柔道の師匠として慕っている。
シーズン2の第1話にて管理官に昇進したことが判明（回想）。
桑部一郎（くわべ いちろう）〈44→46〉
演 - 山内圭哉
係長。警部補。シーズン2で係長へ昇進している。
スペシャルには登場していない。
多部和樹（たべ かずき）〈25〉
演 - 飯島寛騎（男劇団 青山表参道X）
刑事。

管理職
大岩純一（おおいわ じゅんいち）〈56〉
演 - 内藤剛志（S1第1話・最終話・スペシャル・season2 第4話）
一課長。階級警視正。
第2話では直接の登場はないが、特命捜査対策室第6係の財津係長が大岩から捜査依頼を頼まれたという台詞がある。
小山田大介（おやまだ だいすけ）〈54〉
演 - 金田明夫（S1第6話・スペシャル）
庶務担当管理官。階級は警視。

### ゲスト
シーズン1 / スペシャル / シーズン2

#### シーズン1（2018年）
第1話
嶋野泉水（しまの いずみ）〈享年46〉
演 - 中山美穂
「ミステリー界の女王」の異名を持つ小説家。10年前に背中を包丁で刺されて死亡し、扉の鍵が掛けられた密室状態で消防隊によって発見された。鍵は自ら掛けた。
思うような作風が書けなくなったとき、新海の提案でMizukiらのゴーストライターを使っていたが、Mizukiと対面したときに息子と直感してゴーストライターを外した。
Mizuki（ミズキ）〈35〉
演 - 風間俊介
加藤篤子の恋人。本名は佐々木瑞希。旧姓は宮下。
フリーライターをするかたわら、フェイクニュースを垂れ流して生計をたてている。
恭一と筆跡が似ていることから、恭一と嶋野泉水との間に出来た息子であることが鳴海によって暴かれる。幼少期に捨てられた上、ゴーストライターまで外され、2度も自分を捨てた嶋野泉水への恨みによって彼女を刺殺した。
山本則夫（やまもと のりお）〈57〉
演 - 渡辺いっけい
嶋野泉水の夫。証券会社勤務。泉水のファンで自らアプローチして結婚した。
泉水の死後はマスコミから格差婚と叩かれる。理沙に見破られるまで、泉水の名誉を守るためにゴーストライターを使っていたことを隠していた。
新海雄二（しんかい ゆうじ）〈58〉
演 - 半海一晃
新海プロダクション代表。10年前まで嶋野泉水の担当編集者をしていた。
鈴村美咲（すずむら みさき）〈30〉
演 - 芹那
元看護士。
恋人・石井卓司がMizukiのフェイクニュースによって自殺したことによる復讐で、Mizukiと関わっている加藤篤子と太田碧を毒薬で殺害し、その後は別荘にMizukiを呼んで殺害しようとするが、逆にMizukiに殺されそうになったところを矢代たちの乱入によって助かり逮捕される。
雑誌記者
演 - 玉川徹
刺殺される数時間前の嶋野泉水にインタビューした記者。
宮下恭一（みやした きょういち）
演 - 佐野元哉
嶋野泉水の前夫。泉水の死の3か月前に病死した。
嶋野泉水と別れてからは瑞希を連れて福岡でバーテンダーとして店を出していた。
加藤篤子（かとう あつこ）〈享年34〉
演 - 松長ゆり子
会計事務員。毒薬を飲まされ死亡した。
太田碧（おおた みどり）〈享年36〉
演 - 諏訪井モニカ
アパレル店員。毒薬を飲まされ死亡した。

第2話
坂下菜々美（さかもと ななみ）〈40〉
演 - 高岡早紀
芽以の母。清掃業派遣会社勤務。
元は明るい性格だったが、12年前に世田谷区のショッピングモールで芽以が誘拐されたことと夫が浮気をしていたという精神的ダメージで、性格が変わってしまう。
半年前に聖桜大学付属中学校で清掃しているときに、左二の腕にハート型のほくろのある生徒・幸田遥花を見て芽以であることに気付き、やがて幸田夫妻への憎悪から復讐を考えるようになり廃工場をアジトにして芽以を誘拐する。その後、芽以と心中しようとしたが矢代の説得で思いとどまり、殺人未遂の現行犯で逮捕される。
幸田雅也（こうだ まさや）〈45〉
演 - 戸次重幸
大手IT企業「Kアイティーラボ」の社長。12年前に芽以を誘拐した妻を止めることが出来ず、突然死した娘の代わりとして育てる。中学から付属学校で学び、聖桜大学経済学部卒業。
家宅捜索で理沙によって真相を暴かれる。芽以を誘拐した際に菜々美に無言電話で芽以の無事を知らせるが、それ以降は妻と一緒に山梨の別荘に住まわせていことを自供し、未成年者略取・誘拐容疑で警察に逮捕状が出される。
幸田真紀（こうだ まき）
演 - 中村映里子
雅也の妻。肺の病気で余命半年と告げられ長らく入院している。
12年前、娘の遥花が突然死した2日後に芽以を誘拐する。それ以降は山梨の別荘で芽以を遥花とし育てる。芽以の左二の腕のハート型のほくろを隠すために、夏でも長袖シャツを着せていた。夫・雅也の自供によって未成年者略取・誘拐容疑で警察に逮捕状が出される。
坂下芽以（さかもと めい） ／ 幸田遥花〈15〉
演 - 畑芽育 （12年前：落井実結子）
12年前に幸田夫妻に誘拐され娘の遥花として育てられ、聖桜大学付属中学校に在学している。
真紀の見舞いに向かう途中で何者かに誘拐される。身代金を要求されているときの電話で「かもめ」の言葉を残したが、それは12年前に幸田夫妻に誘拐されたときと同じ言葉だった。理沙が幸田宅の窓外にある広告看板を見て「かもめ」の言葉がひらめいたことと左二の腕にハート型のほくろがあるという共通点で、遥花ではなく坂下芽以であると判明する。
幸田遥花（こうだ はるか）〈享年3〉
演 - 尻引結馨
幸田夫妻の娘。12年前に乳幼児突然死症候群で急死する。
坂下賢治（さかもと けんじ）
演 - 朝倉伸二
菜々美の元夫。芽以の父。
娘の芽以が誘拐された後、自身の浮気が原因で菜々美と離婚し、2年前に別の女性と再婚する。
関友加里（せき ゆかり）
演 - 小林きな子
警視庁刑事。
遥花（実は芽以）誘拐の身代金受け渡しをする秘書役に名乗り出るが、立派過ぎる体型が秘書に見えないことで川奈部前係長に却下される。
内藤茂（ないとう しげる）
演 - 児玉貴志
菜々美が勤める清掃業派遣会社の同僚。
ギャンブルによる借金返済のために菜々美と一緒に遥花（実は芽以）の誘拐に協力する。
榊原（さかきばら）
演 - 白仁裕介
幸田夫妻の娘・遥花が搬送された病院の医師で雅也の友人。雅也の頼みで遥花の死亡を伏せた。
遥花（実は芽以）誘拐事件の被疑者となるが、当日は地下アイドル「天晴れ!原宿」のライブに行っていたというアリバイがあった。

第3話
塚本秀平（つかもと しゅうへい）〈52〉
演 - 吉田栄作
修和大学日本文学科教授で舞阪佳織の恩師。頭はボサボサで身なりに気を遣っておらず、生徒からは変人と思われている。独身。
佳織から百人一首の読み札を渡され告白されたが、教授と学生という互いの立場を慮り、卒業まで待って欲しいと告げ自身のお気に入りの句の読み札を彼女に渡していた。
佳織を刺殺した山崎を殺そうとするが、矢代たちに取り押さえられて、山崎の殺人未遂の現行犯と与田の殺人容疑で逮捕される。
舞阪佳織（まいさか かおり）〈享年20〉
演 - 福原遥
修和大学塚本ゼミ在籍の女子大生。5年前に西荻窪駅前の駐輪場で刺殺された。
大学で百人一首の研究をしており、小倉百人一首の表紙をスマホの待ち受け画面にしていた。
死亡後、ミニスカートで自転車に乗っていた、とのデマがネットで流され誹謗中傷された。
塚本を好きになり、与田に別れを切り出したのがきっかけで、与田に殺害を頼まれた後輩の山崎に刺殺され、塚本に対する思いをこめた句の読み札を握りしめたまま息を引き取った。
舞阪繁夫（まいさか しげお）
演 - 遠山俊也
佳織の父。彼女が幼い頃に妻が病死した為、男手一つで佳織を育てあげた。
与田秀樹（よだ ひでき）〈享年33〉
演 - 深水元基
佳織の元恋人。実業団の元柔道選手で、国体で78kg級3位入賞を果たしたことがある。左手首に百人一首90番の一部「MISEBAYANA（見せばやな）」の入れ墨を入れている。
鳴海によって、字体が直線的で角ばっていることから、普段は穏やかだが興奮すると激しい怒りを起こす性格と推測され、実際も推測通りの凶暴な性格だった。
佳織と同様に別の女性を脅している所を塚本に見られ、彼ともみ合いになり階段から突き落とされ、頭を打って死亡した。
山崎雄太（やまざき ゆうた）〈32〉
演 - 清水優
与田の後輩。8年前に与田との柔道練習で彼の選手生命を奪うけがをさせてから彼に頭が上がらなくなる。
与田から佳織を殺害しないと家族に手を出すと脅され、彼女を刺殺した。5年の歳月を経て、佳織の殺人容疑で逮捕される。
石井加恵（いしい よしえ）
演 - 秋月三佳
佳織の友人で保育士。幼稚園で職務質問されたあと、特命捜査対策室第6係を訪ね、塚本が佳織のストーカーだったのではないかと告げる。
権田巌（ごんだ いわお）
演 - 依田司(S2-5話)
警視庁鑑識官。特命捜査対策室第6係に、殺害された与田秀樹の写真を持ってくる。

第4話
藤田里美（ふじた さとみ）〈49〉
演 - 真飛聖
15年前の稲峰神社の秋祭りの最中に突如失踪した主婦。料理が得意で、息子たちに包丁の使い方などを教えていた。
この失踪事件は「品川区主婦神隠し事件」と名付けられ未解決のままだったが、橋から転落した真智が乗っていた車の中から里美の毛髪が採取されたことをきっかけに再捜査される。
失踪の6日前に姉の河村綾子を誤って転落死させてしまい、奥多摩山地で夫・晃一と一緒に遺体を埋め隠蔽を図った。しかし、何年も隠し続けることに耐えられず自首したいと訴えるが、夫の晃一から河村綾子として生きるように指示され、それに従った。失踪決意後、息子たちが書いた絵馬に泣きながらそれぞれの好きな料理のレシピ等を書いて姿を消した。
河村綾子として定食屋で働いていたが、姉の遺体を埋めた場所で手を合わせている所を後をつけてきた真智に見つかり、彼女に脅され橋から突き落とす。取り調べでは黙秘し続けたが、鳴海によって定食屋の伝票の字が自身の癖字と一致していると見破られたことで自供。河村綾子殺人容疑と真智の殺人未遂容疑で逮捕される。逮捕直後、警察に駆け付けた息子達に生きていたことを感謝され、いつまでも待っていると言われ落涙する。
藤田晃一（ふじた こういち）〈50〉
演 - 堀部圭亮
里美の夫で代議士。父が代議士をしていたときは、父の第一秘書をしていた。
里美には姉の河村綾子を転落死させたことを、時効の15年後まで息子たちには隠して家に居続ける様に指示する。しかし、隠し続ける事が出来ない、自主したいと頼む里美に、藤田家を離れて失踪する様指示する。7年後の2010年に公訴時効廃止が施行されたことにより、一転して里美を失踪宣告で戸籍上から消し、彼女に3,000万円を渡して河村綾子として生きるように告げる。
真智の殺人未遂事件をきっかけに「品川区主婦神隠し事件」の再捜査がされた際も、里美には身分を隠し続けるよう指示する。事務所で矢代と古賀室長に「品川区主婦神隠し事件」の全容が暴かれた際、証拠隠滅のため事務所に火を付けようとしたが、矢代に止められ放火未遂で現行犯逮捕される。
長瀬真智（ながせ まち）〈34〉
演 - 吉井怜
山梨県で働いているアパレルショップ店員で、ホストにハマって金銭に困っている。15年前、里美が失踪した神社で巫女のアルバイトをしていた。転落前、「品川区主婦神隠し事件」について熱心に調べていた。
休暇中に車で出掛けた奥多摩山地の橋から里美に突き落とされ、全身打撲で意識不明の重体に陥ったが、意識を取り戻す。
藤田颯太（ふじた そうた）〈23〉
演 - 上杉柊平（15年前：藤本悠希）
明京学院大学に在学している藤田夫妻の長男。将来は政治家になることを決意する。
藤田陸人（ふじた りくと）〈22〉
演 - 百瀬朔（15年前：岩田琉聖）
颯太と同様に明京学院大学に在学している藤田夫妻の次男。河村綾子の実子で産まれて間もなく藤田夫妻の養子となる。15年前の夢はJリーガーになる事だったが、いつか里美にごちそうするためにシェフになることを決意する。
河村綾子（かわむら あやこ）
演 - 荻野友里
里美の姉。陸人の実母。
未婚のまま陸人を出産。陸人が1歳に満たないころに彼を置き去りにし、新しい恋人と共に蒸発。15年前に別の男の借金に困って金の無心に藤田家に現れるが、階段を上っている途中で言い争っている里美に引っ張られ転落死した。

第5話
松河森次（まつかわ しんじ）〈51〉
演 - 宮迫博之
東京都立中央医療センター医師。元松河総合病院医師。左利き。通称「モリジ」。
2018年1月に矢代が拳銃で撃たれた際に、弾丸を取り除いて彼女の命を取り留めた。
5年前の須賀の手術の第1助手で、途中から執刀医で手術した。
正一が送検された後は松河総合病院院長の職に就き、須賀の手術中に小漣がモスキートペアンを入れたことを最後まで見て見ぬふりをしていたが、送検後の正一が弟をかばっている言葉を朋から聞かされて態度を改めて自首して逮捕される。
松河正一（まつかわ まさかず）〈52〉
演 - 植草克秀
松河総合病院院長。森次の兄。父から右利きに矯正させられた。
5年前の須賀の手術の執刀医だったが、半年前から父に病院経営を任されたことによるプレッシャーで右腕が動かなくなるイップスにかかり、執刀医を森次に代えて手術させた直後、森次に他病院に行くことを通告して自身は院長に就任した。その後、中尾にモスキートペアンが映っているレントゲン写真を見せられ、1週間後の待ち合わせで中尾を左手で刺殺して「も」のダイイングメッセージを書いて、茂木に罪をかぶせようとした。
矢代たちの取り調べで全容が明らかになり罪を認めて、院長を退職し送検される。
寺井文蔵（てらい ぶんぞう）
演 - 小野了
レコード店店主。元松河総合病院の経理担当。
5年前、須賀と病院との癒着を知らしめるために、ゲバ字で書かれたビラをばらまいた。
候小漣（こう しゃおれん）
演 - 上野なつひ
東京都立中央医療センター医師。元松河総合病院医師。中国・山東省出身。
5年前の須賀の手術の第2助手で、須賀によって日本で医者の勉強が出来なくなって自殺した妹の復讐のために、自身で仕入れたモスキートペアンを須賀の体内に入れた。
中尾勲（なかお いさお）〈享年32〉
演 - 町井祥真
松河総合病院放射線技師。
闇金業者に金を借りるほど、ソーシャルゲームにはまっていた。
5年前、正一に須賀の手術後の体内にあるモスキートペアンが映っているレントゲン写真を見せ、1週間後に証拠用レントゲン写真と引き換えに口止め料を要求したことで刺殺された。
須賀勇蔵（すが ゆうぞう）
演 - 児玉頼信
厚生労働省の官僚。ゴルフのラウンド途中に突然倒れて救急搬送されたが、病院に到着前に腹部大動脈瘤破裂で死亡した。直接死因は体内に入れたままのモスキートペアンの接触によるもの。
5年前に松河総合病院で大腸がんの手術を受け、その際にモスキートペアンを体内に入れたままにされた。
城田（しろた）
演 - 池浪玄八
元警視庁副総監。死の直前の須賀とゴルフをまわっていた。
特命捜査対策室を訪ねて、日頃から活躍する室長の古賀清成を激励する。
茂木信也（もぎ しんや）
演 - 慈五郎
中尾に金を貸していた闇金業者。彼が刺殺された後は重要参考人として追及されたが、証拠不十分として逮捕状を得るまでには至らなかった。

第6話
西島圭人（にしじま けいと）〈28〉
演 - 桐山漣
矢代の高校時代の同級生。クラスで1番人気のある一軍メンバーで、バスケ部所属で女子にモテモテだった。昔から女癖が悪く、複数の女性と同時に交際している。
6年前は雪乃と千鶴に二股をかけていたが、雪乃との結婚を機に千鶴に別れを切り出した。友莉子とは高校時代に交際していて別れたが、社会人になって再度不倫関係で交際している。
同窓会SNSの情報を頻繁にアップしていて、浮気の心配をしている妻・雪乃を安心させるためにパスワードをかけていない。そのため、磯野が千鶴殺害を疑って送ったメールは雪乃に先に削除され、自身は読んでいなかった。
吉井友莉子（よしい ゆりこ）〈28〉
演 - 入山法子（スペシャル）
矢代の高校時代の同級生。一軍メンバー。旧姓は丸山。
取り調べの最中、磯野との不倫を疑う矢代に激怒し、西島と不倫していることを暴露してしまう。
スペシャルでは矢代の聞き取り捜査で彼女と再会、夫との子を妊娠している。
吉井洋平（よしい ようへい）〈42〉
演 - マギー（スペシャル）
友莉子の夫。IT企業「サイオーシャン」社長。裕福で家賃100万の部屋に住んでいると言われている。
雪乃から友莉子が浮気をしているから圭人を殺してもいい、と言われる。しかし、自分は妻を信じると言い、その場で雪乃に刺され救急搬送される。命に別状はなくしばらくして復帰した。
スペシャルでは業界最大手ソフトウェア企業「Wテクノス」社長である涌井の知り合いということで、矢代の聞き取り捜査に協力している。
磯野賢治（いその けんじ）〈享年28〉
演 - 柳下大
矢代の高校時代の同級生。高校時代は矢代と一番の仲良し。千鶴には何度か告白するも、いつも断られていた。カフェバーで雇われ店長をしている。
自身の店で日中に同窓会を開いた日の夜、矢代に千鶴を殺害したのは西島ではないかと告げようとしたが、西島が店に戻ってきた為、話せずに別れた。その後、同窓会SNSで西島に千鶴殺害を疑うメールを送ったが、西島には読まれず、雪乃が先に読んで削除してしまい、翌日夜に彼女に刺殺される。
西島雪乃（にしじま ゆきの）〈32〉
演 - 西原亜希
西島圭人の妻。西島は同じ大学サークルの後輩だった縁で交際し結婚。
6年前に圭人が千鶴と浮気していることを知り、彼女の頭部を鉄パイプで殴打して殺害した。
磯野が同窓会SNSで圭人宛てに送ったメールに夫を装って「閉店後に店に行く」と返事し、翌日に磯野を殺害。磯野になりすました鳴海のメッセージを見て友莉子を殺害しようとしたが、友莉子に扮した矢代に取り押さえられ、殺人未遂及び銃刀法違反で現行犯逮捕される。
遠藤千鶴（えんどう ちづる）〈享年22〉
演 - 板野友美
矢代の高校時代の同級生で一軍メンバー。プロのダンサー。
6年前、雪乃に鉄パイプで頭部を数度に渡って殴打され死亡した。圭人に別れを切り出された後、ダンサー仲間からは磯野と交際していると思われていた。
袴田高一郎（はかまだ こういちろう）〈28〉
演 - 榊原徹士
矢代の高校時代の同級生で一軍メンバー。高校時代は生徒会長をしていた。
磯野の店での同窓会で進行役を務める。
山川いちか（やまかわ いちか）〈28〉
演 - 麻美
朋の高校時代の同級生で一軍メンバー。
ラーメン店店員
演 - 弘中綾香（テレビ朝日アナウンサー）
理沙が朋を連れて警察官になるきっかけを話したラーメン店「百麺」の店員。

第7話・最終話
百々瀬佐智（ももせ さち）〈29〉
演 - 谷村美月（中学時：池田朱那）
大手コーヒーチェーン「MJG」の社長令嬢。2年前より同社経営企画部所属。12歳のときに、関東スペリングビー大会で優勝した経歴を持つ。
矢代は、15年前の3億円強奪事件を計画した主犯格だと考えている。矢代の推理は「1か月前に秋田が父親に金を要求するのを目撃し、藤枝に秋田を銃殺するように依頼。一方で秋田に復讐するよう、戸塚を洗脳。しかし、藤枝が秋田に銃殺されたことによって計画が狂い、佐智自身を秋田に偽装誘拐させ、その身代金を持って海外に逃亡するようにと指示した。スペリングビーのフラッシュカードを使って「RISK,HELP」「ABDUCT!ON」「MJG」のメッセージを送って身代金誘拐だと思わせるように警察を導き、かもす埠頭で無人のクレーンで吊り上げられ救出される被害者のふりをした」というもの。
矢代の推理を、決定的証拠がない、と否定した。
百々瀬博昭（ももせ ひろあき）〈55〉
演 - 石黒賢
大手コーヒーチェーン「MJG」の社長で、佐智の父。
3億円強奪犯である事を自供し、古賀室長による3億円強奪事件の記者会見で、事件の主犯として逮捕したと発表される。
矢代の推理では、15年前にイタリアンレストランを経営していたが潰れ、自宅で練炭自殺しようとしていた所、佐智に現金強奪を持ちかけられ、イタリアンレストランの従業員だった藤枝・秋田とともに3億円強奪事件を実行した。その現金を元手に1年後に大手コーヒーチェーン「MJG」を起業して成功した。
野々村慎太郎（ののむら しんたろう）〈70〉
演 - 岩城滉一
元警視庁刑事局長で古賀室長の元上司。
3億円強奪事件で使われた拳銃は警官である息子が紛失した物と分かり、部下に供述調書を改ざんさせて隠蔽していた。
藤枝銃殺で使用された拳銃は前述事件で使用されたものと同一と分かり、再び息子の拳銃紛失の件が浮上した際は、古賀室長に署長への栄転を持ちかけて事件に深入りしないよう指示する。しかし、古賀室長が15年前の3億円強奪事件に関する記者会見で、紛失した警察官の拳銃が使われたことを謝罪したことで公にされ、警視庁捜査二課のエリートだった息子は更迭される。
戸塚正秀（とつか まさひで）〈40〉
演 - 大谷亮平
NPO団体のスポーツ職員。
15年前は警備員で、現金輸送車で3億円を輸送中に豊島区路上で覆面をした3人組に襲われ、拳銃で右大腿部を撃たれて全治半年の診断を受けた。この事件の影響で警備員の職と婚約者を失う。
その後は事件のトラウマもなく順調に仕事をしていたが、1か月前から数度にわたるメールによって洗脳される。更にメールに添付されていた15年前の3億円強奪事件の会話の録音を聞いてトラウマが蘇り、秋田を刺殺する。その後飛び降り自殺しようとしたところを岡部と桑部に制止される。
秋田昇（あきた のぼる）〈享年43〉
演 - 岡田浩暉
調布市在住の無職。
15年前に博昭・藤枝とともに3億円強奪事件を実行して今後は連絡しないことを約束したが、1か月前から博昭に金を要求するようになる。藤枝殺害の数日前から彼と頻繁に連絡をとっていた。
佐智誘拐の身代金奪取後、追跡した矢代を拳銃で撃った後に千葉にあるホテルに逃走するが、エレベーター内で戸塚に刺殺される。
矢代の推理では、藤枝を拳銃で撃って目撃した佐智を脅そうとしたが、彼女から佐智自身を誘拐して身代金を要求し海外に逃亡することを指示され受け入れた。
藤枝信也（ふじえだ しんや）〈享年44〉
演 - 長谷川朝晴
ネットの中古品転売ビジネス経営者。秋田に撃たれて死亡する。
15年前に博昭・秋田とともに3億円強奪事件を実行し、半年後にネットの中古品転売ビジネスを起業して成功した。
矢代の推理では、前述事件で使われた拳銃を今まで所持しており、1か月前に佐智から秋田を銃殺するように依頼されて品川区の立体駐車場で実行しようとしたが、逆に秋田に拳銃を奪われ撃たれる。駐車場内でカップルに発見されるが警察が来た時には死体は消えており、そこより1km先の路上の車中で死体として発見される。
水口栄一（みずぐち えいいち）〈60〉
演 - 梨本謙次郎
警備会社の管理職。
15年前は警備員で、現金輸送車で3億円を輸送中に豊島区路上で覆面をした3人組に襲われた。鳴海の聞き込み調査に、15年前の事件に関する供述が供述調書とは異なると証言する。
寺本深雪（てらもと みゆき）
演 - 新井恵理那（第7話のみ）
タレント。一日警察署長。

#### スペシャル
国木田哲夫 （くにきだ てつお）
演 - 谷原章介
京都府警捜査一課の刑事。財津係長が科捜研にいた時に一度一緒に仕事をしている。
殺された武村の履歴に「Wテクノス」で勤務していたことが書かれていたため、東京に出張して矢代たちと捜査を共にする。
米須雅人（よねず まさと）
演 - 武田真治
最大手ソフトウェア企業「Wテクノス」社長秘書兼ボディーガード。
香取晶が事故死する前まではロンドンで暮らしていた。フェアバーン武術を身につけている。
涌井徹（わくい とおる）
演 - 中村俊介
最大手ソフトウェア企業「Wテクノス」代表取締役CEO。純資産40億ドル。
「ビッグ」であり続ける事に強いこだわりを持ち、アフィリエイトビジネスで起業した同社をわずか数年で大企業に成長させた剛腕の実業家だが、「ビッグ」な成功のために生じる人的被害は意にも介さず「そんな些末な人間のことは知らない」と吐き捨てる冷血な一面を持つ。
武村勇介（たけむら ゆうすけ）〈享年40〉
演 - 河相我聞
京都の町家カフェ｢扇李｣のオーナー店長。5年前まで「Wテクノス」主任をしており、首都圏広域救急搬送システムの担当だった。
カフェ内で絞殺死体として発見され、壁に緋色のペンキで「男」を3つ並べた「たばかる」という品字様が書かれていた。この事件を機に後述の「IT関連企業社員連続絞殺事件」が再捜査される。
香取晶（かとり あきら）
演 - 小林涼子
「Wテクノス」の下請会社「フタバソフト」主任だった女性SE。米須雅人の恋人。
5年前に「Wテクノス」の請負で首都圏広域救急搬送システムのプログラム制作を任されるが、周りからの圧力により長時間労働を強いられ、その疲労により交通事故を起こして死亡した。死亡事故の3日前に、「フタバソフト」を退職するつもりであることを米須に電話で話していた。
藤田亮平（ふじた りょうへい）
演 - 近江谷太朗
「Wテクノス」の下請会社「フタバソフト」部長。
最初の矢代たちの聞き取り捜査では非協力的だったが、社員の三田村が逮捕されたことに伴い、5年前の首都圏広域救急搬送システムの責任者だった香取の存在を知られてから、矢代たちに真実を話し始める。
辻井博史（つじい ひろし）
演 - 松田賢二
最大手ソフトウェア企業「Wテクノス」主任。再開した首都圏広域救急搬送システムの担当。
河川敷で頭部を数度に渡って殴打され死亡している状態で発見された。上着ポケットに入っていたメモの裏面に赤色のペンで「㐂」の品字様が書かれていた。
三田村順也（みたむら じゅんや）
演 - 小澤亮太
「Wテクノス」の下請会社「フタバソフト」社員。再開した首都圏広域救急搬送システムのプログラム制作を任される。
「Wテクノス」の辻井に締め切りで圧力をかけられたことで激高し、彼を鉄パイプで撲殺。その際に「㐂」の品字様をメモに書いて上着ポケットに入れて、後述の「IT関連企業社員連続絞殺事件」と同一犯に見せかけようとした。程なくして逮捕され、これがきっかけで5年前に事故死した香取晶の存在が判明し、捜査は進展することとなった。
美山孝雄（みやま たかお）〈享年35〉
演 - 永山たかし
「フタバソフト」の下請会社「ミヤマ開発」社長。
5年前に、車の倉庫内で絞殺死体として発見され、壁に緋色のペンキで「蟲」の品字様が書かれていた。海老沼の件と合わせて、この事件は「IT関連企業社員連続絞殺事件」と名付けられ、未解決のままだった。
海老沼寛也（えびぬま ひろや）〈享年45〉
演 - 松本実
「Wテクノス」の下請会社「フタバソフト」課長。社内での予算・人員の分配が本業でシステム開発には直接関与していない。
5年前にビルの屋上で絞殺死体として発見され、床に緋色のペンキで「品」の品字様が書かれていた。美山の件と合わせて、この事件は「IT関連企業社員連続絞殺事件」と名付けられ、未解決のままだった。
峰川光司（みねかわ こうじ）
演 - 森優作
「フタバソフト」の下請会社だった「ミヤマ開発」の元開発リーダー。現在はフリーのシステムエンジニア。聞き込みでは直接的な有力情報こそ無かったものの、システム開発におけるクライアントと元請けと下請けの関係性をピラミッドに例えた彼の発言が捜査の一助となった。

#### シーズン2（2020年）
第1話
有田賢太郎（ありた けんたろう）〈享年48〉
演 - 大鶴義丹
5年前の被害者。ワイドショーでコメンテーターをつとめていた著名な弁護士。専門は企業法務。当時は遠山夏希との不倫騒動の渦中にありマスコミの目を逃れるためにホテル暮らしだったが、宿泊先近くの道で他殺体となって発見された。現場から「もーいちど　ころす　しょーしたい」と書かれた紙片も見つかっている。
遠山夏希（とおやま なつき）
演 - 黒川智花
劇団琥珀座の女優。有田の愛人だったが、彼が殺された事で世間の注目を浴び、それがきっかけで同劇団の看板女優となる。幸坂克子の後輩という縁からその夫である幸坂達治とも面識があり、後に克子の事故死の真相を調べ始めた彼に有田を紹介している。
幸坂達治（こうさか たつじ）
演 - 宮川一朗太
被害者。東多摩川の河川敷で焼死体として発見され、自宅からは5年前の有田の事件の時と同じ「もーいちど　ころす　しょーしたい」と書かれたメモ用紙が見つかった。古賀室長の高校時代の同級生。5年前に妻・克子を火災により亡くしており、当初原因だとされた「克子のタバコの不始末」という結論に納得できず劇団琥珀座で事務の仕事につきながら独自に火災の原因を調べていた。その後の捜査で克子の後輩だった遠山夏希から紹介された有田に調査を依頼し、火災の原因となった物品を製造した企業を告訴するつもりだったことが判明し、当初無関係と思われていた幸坂と有田に接点が浮かぶ。
岸川登（きしかわ のぼる）
演 - 石丸幹二
幸坂の従兄。静岡在住で、幸坂の遺体を確認し引き取った。捜査の中で定職に就かず幸坂夫妻に何度も金を無心していたという情報が浮上するが、遺体引き取り時には誠実な態度で刑事達に応じており、その場に立ちあっていた岡部はそのギャップに不審を抱く。
幸坂克子（こうさか かつこ）
演 - 中山忍
幸坂の妻。旧姓は吉田。5年前に劇団琥珀座の看板女優だったが、頸椎の損傷による半身麻痺を患い、自宅療養中のところ原因不明の火事により焼死している。古賀室長の高校時代の後輩。
高柳直也（たかやなぎ なおや）
演 - 柏原収史
部品供給メーカー「共栄パーツ」の社長の息子。同社の資材課長。幸坂の事件現場から逃げ去る姿が付近の防犯カメラに映っていたことで身柄を拘束されて取り調べを受けるが、幸坂殺害に関しては完全否認する。
田口政治
演 ‐ 佐伯新
企業の製品における不具合の有無を調査する民間の検査業者。5年前に有田から依頼を受け、当時「共栄パーツ」から発売されていた水槽用エアポンプを調査した結果、部品が安価なものに交換されていた事が判明し有田に報告したが、その直後に彼が殺された事に驚いていた。その数年後(幸坂の事件の1年前)に同じエアポンプについて匿名の問い合わせがあった、と証言する。
ホームレス
演 - 大堀こういち
幸坂の事件現場である河川敷で寝泊まりしていた男で、焼死体の第一発見者。目撃の直前に「サイレント〜」で始まる謎の単語を含んだ叫び声を聞いた、と証言した。
劇団スタッフ
演 - 村岡希美
幸坂が劇団琥珀座に勤めていた時の同僚の女性。当時幸坂夫妻のもとに頻繁に顔を出していた岸川登のことを良く思っておらず、定職にもつかず金を無心するいいかげんな人だと証言した。

第2話
藤原伸一（ふじわら しんいち）
演 - おかやまはじめ
被害者。公園で遺体となって発見される。上着の名前の縫い取りが定家様(ていかよう)文字で鳴海達の興味をひく。
板橋京介（いたばし きょうすけ）
演 - 佐渡稔
10年前の被害者。啓星大学・教授（国文学）。大学の自身の研究室で撲殺体となって発見される。男尊女卑的な考えの持ち主で、当時准教授だった誠を冷遇していた。
真田誠（さなだ まこと）
演 - 松下由樹
啓星大学・教授（国文学）。明るく人当たりのいい性格。生前の板橋からパワハラを受けており、10年前は被疑者の1人だった。
真田学（さなだ まなぶ）
演 - 野間口徹
真田誠の夫。手作りのお弁当を大学まで届けるなど、妻の仕事を全面的に応援している。
倉木達也（くらき たつや）
演 - 合田雅吏
古書店「大蔵堂」店主だったが、店を潰し現在はタクシー運転手。板橋に古書「和泉式部日記」の鑑定を頼んでいたが、板橋の持ち物からは見つからなかった。

第3話
片山彰（かたやま あきら）
演 - 谷田歩
3年前の被害者。稜泉学園高校体育教師。バスケ部を全国大会出場に導いた名物コーチ。全国大会前日に校内の体育教官室で頭部を殴られ死んでいるのを出勤してきた同僚に発見される。
藤沢さおり（ふじさわ さおり）
演 - 高梨臨
稜泉学園高校 国語教師。真面目な性格。授業で辞書を使ったクイズを出している。
唐木田玲一（からきだ れいいち）
演 - 伊藤健太郎
教育実習生。稜泉学園高校の卒業生でバスケ部に所属し、キャプテンだった。藤沢に憧れ国語教師を目指している。
唐木田善行（からきだ よしゆき）
演 - 冨家規政
唐木田玲一の父。参議院議員。婿養子で妻に頭が上がらない。
唐木田美枝子（からきだ みえこ）
演 ‐ 西尾まり
唐木田玲一の母。三代続く政治家の娘。稜泉学園の理事も務めている。
上原望（うえはら のぞみ）
演 - 沢井美優
被害者。参議院議員・唐木田善行の公設秘書。自室で頭部を殴られ死んでいるのを訪ねてきた母親に発見される。
大野多恵（おおの たえ）
演 - 黒坂真美
上原望の前任の公設秘書。
上原敏子（うえはら としこ）
演 - 村井美和
上原望の母。
梅田春雄（うめだ はるお）
演 ‐ 徳田浩至（ブリリアン）
稜泉学園高校 バスケットボール部コーチ。
船橋栄一
演 ‐ 野添義弘
稜泉学園高校 校長。

第4話
佐田貴雄（さた たかお）
演 - 足立理
5年前の被害者。将棋棋士。「居飛車の貴公子(プリンス)」と呼ばれていた。自宅で刺殺され、強盗殺人として捜査されるが、解決していない。
佐田彩子（さた あやこ）
演 - 久保田紗友
佐田貴雄の娘。15年前に母と死別している。父が殺害された時に盗まれたと思しき将棋の駒がネットオークションで出品されているのを見つけ、警察に相談する。
山井英俊（やまい ひでとし）
演 - 長谷川初範
佐田貴雄の後援会長。外食チェーンの経営者。彩子に付き添って警察に来る。
桜木正村（さくらぎ まさむら）
演 - 小野武彦
山形に工房を持つ将棋駒製作者。佐田が殺害された時に盗まれた将棋の駒は彼が作った物で、17年前、毎朝杯で優勝した佐田に贈られた物。ネットオークションに出品された駒の写真を見て、自分が作った駒に間違いないと言う。
桜木歩（さくらぎ あゆむ）
演 - 永井大
将棋駒製作者。桜木正村の一番弟子。寡黙で真面目な人物だが、その素性は師匠の正村もよく知らない。
西川悟（にしかわ さとる）
演 - 木瀬哲弥
佐田貴雄のライバル棋士。5段。「千駄ヶ谷の虎」と呼ばれていた。17年前、毎朝杯で佐田に敗れた夜、暴力団員を殺害し失踪する。
佐田由紀子（さた ゆきこ）
演 - 鉢嶺杏奈
佐田貴雄の妻で彩子の母。15年前に死亡。

第5話
草加美里（くさか みさと）
演 - 佐久間由衣
草加慎二の娘。三年前に母と共に家を出る。銀行員。立てこもり事件の人質。
河本直也（かわもと なおや）
演 - 矢野聖人
立てこもりの犯人A。若麦学園で育つ。工場をリストラされ無職。奈津を殺した犯人を捕まえる様、警察に要求する。
高村青斗（たかむら あおと）
演 - 落合モトキ
犯人B。若麦学園で育つ。工場をリストラされ無職。
竜崎健一（りゅうざき けんいち）
演 - 山根和馬
犯人C。若麦学園で育つ。半グレの一員で一か月前に出所したばかり。
麦野奈津（むぎの なつ）
演 - 水谷果穂
12年前の被害者。享年19歳。専門学校生。バイトからの帰宅途中刺殺される。漢数字の「三」のダイイングメッセージを残す。河本達とは本当の兄弟の様に仲が良かった。
三田良平（みた りょうへい）
演 - 佐藤祐基
12年前の参考人。大学生で奈津と同じバイトをしており、彼女にしつこくつきまとっていた。奈津殺害時の完璧なアリバイがある。
麦野重文（むぎの しげふみ）
演 ‐ 小須田康人
奈津の父。妻を早くに亡くし、男手一つで奈津を育てた。児童養護施設「若麦学園」を経営していた。河本たちからは未だに「先生」と呼ばれている。病気のために入院中で余命幾ばくもない。
権藤厳（ごんどう いわお）
演 - 依田司
鑑識官。天気に詳しい。

第6話・最終話
入沢博人（いりさわ ひろと）
演 - 武田航平
5年前の被害者。イタリアンレストランを3軒経営するオーナー。店の食材庫の中で裸で両手足を縛られ凍死していた。腕に梵字・キリクのタトゥーがある。
西松文也（にしまつ ふみや）
演 - 渡辺邦斗
被害者。ネット長者。自著「億りびと」を上梓したばかり。ホテルのバスタブで服を着たまま両手足を縛られ溺死していた。くるぶしに梵字・カーンのタトゥーがある。
小野塚吾郎（おのづか ごろう）
演 - 筧利夫
参事官。警視庁刑事部のナンバー2。一年前、捜査一課に捜査情報係を新設した。失踪した富野の捜索を矢代に依頼する。
富野泰彦（とみの やすひこ）
演 - 市原隼人
捜査一課捜査情報係・刑事。頭脳明晰、柔道5段、拳銃では日本代表になるほどの腕前で人柄も良く「ミスター・パーフェクト」と呼ばれている。ある日突然失踪し自宅が荒らされていた為、事件に巻き込まれたのではないかと考えられ、新人時代に世話になった矢代に行方を捜索する様依頼がくる。
杉山貴子（すぎやま たかこ）
演 - 北乃きい
富野の恋人。楽器店店員。バイオリン奏者。
牧野孝蔵（まきの こうぞう）
演 - 竜雷太
警視庁OBで大手建設会社の相談役。大物政治家の息子で政財界に太いパイプを持つ。
若林守（わかばやし まもる）
演 - 矢柴俊博
都浜法律事務所の弁護士。企業法務専門だが、過去に入沢が布団の詐欺商法で逮捕された時、弁護を担当し不起訴にした。
池内達郎（いけうち たつろう）
演 - 西村和彦
刑事部参事官。
釘本洋介（くぎもと ようすけ）
演 - 桜井聖
製薬会社経理担当。違法な薬を横流しし、その分け前を巡って野田茂を殺害した罪で逮捕される。しかし取り調べでは潔白を主張する。
加川啓介（かがわ けいすけ）
演 - 村上幸平
元詐欺商法販売員。入沢、西松の昔の仲間で、金の無心をしていた。

### スタッフ
- 原作 - 麻見和史『警視庁文書捜査官』（角川文庫 / KADOKAWA刊）
- 脚本 - 大森美香
- 音楽 - 村松崇継
- 主題歌 - 平井堅「知らないんでしょ?」（アリオラジャパン）[13]
- 主題歌（シーズン2） - いきものがかり「きらきらにひかる」[14]
- ナレーション - 増田晋
- 警察監修 - 古谷謙一
- 医療監修 - 中澤睦雄
- 医療指導 – 山本昌督
- スタントコーディーネーター - 釼持誠
- 振付（シーズン2）- あさづきかなみ
- 制作協力 - アズバーズ
- ゼネラルプロデューサー - 横地郁英（テレビ朝日）
- プロデューサー - 服部宣之（テレビ朝日）、菊池誠（アズバーズ）、岡美鶴（アズバーズ）
- 演出 - 田村直己（テレビ朝日）、樹下直美（アズバーズ）、本間美由紀
- 制作著作 - テレビ朝日

### 放送日程
シーズン1（2018年）
| 各話                                                                         | 放送日        | ラテ欄                                                      | 演出     | 視聴率 |
| ---------------------------------------------------------------------------- | ------------- | ----------------------------------------------------------- | -------- | ------ |
| 第1話                                                                        | 2018年4月19日 | 別荘で文書改ざん!? 密室殺人空白の10年…頭脳派&熱血刑事が挑む | 田村直己 | 14.7%  |
| 第2話                                                                        | 4月26日       | 誘拐2つの点と線!? 逃亡12年…3文字の親子愛                    | 田村直己 | 12.8%  |
| 第3話                                                                        | 5月03日       | 死者から5年後届く百人一首!! 教授と禁断愛!?                  | 樹下直美 | 11.6%  |
| 第4話                                                                        | 5月10日       | 良妻賢母失踪15年!! 山奥の殺人と涙のレシピ!?                 | 樹下直美 | 12.7%  |
| 第5話                                                                        | 5月17日       | オペ室の完全犯罪!? ドクターが隠す殺人カルテ                 | 田村直己 | 11.5%  |
| 第6話                                                                        | 5月24日       | 同窓会殺人!! W不倫…密会文書改ざんする女!?                   | 樹下直美 | 12.7%  |
| 第7話                                                                        | 5月31日       | 最終章! 三億円事件時効寸前!! 美女が失踪1キロ動く死体!?      | 田村直己 | 13.4%  |
| 最終話                                                                       | 6月07日       | さらば矢代!! 三億円事件…文書改ざんで殺人連鎖!?              | 田村直己 | 13.9%  |
| 平均視聴率 12.9%（視聴率はビデオリサーチ調べ、関東地区・世帯・リアルタイム） |               |                                                             |          |        |

- 第1話・第6話・最終話は前座番組『警視庁・捜査一課長』とのコラボレーションとして放送された[6][7]。
- 第1話・第7話・最終話は、21時 - 22時9分の15分拡大放送。
- 最終話は、公式サイトでは「最終回」と表記している[17]。

スペシャル
| スペシャルドラマ『未解決の女 警視庁文書捜査官〜緋色のシグナル〜』 | スペシャルドラマ『未解決の女 警視庁文書捜査官〜緋色のシグナル〜』                                                                                        | スペシャルドラマ『未解決の女 警視庁文書捜査官〜緋色のシグナル〜』 | スペシャルドラマ『未解決の女 警視庁文書捜査官〜緋色のシグナル〜』 |
| 放送日                                                            | ラテ欄 | 演出                                                              | 視聴率                                                            |
| ----------------------------------------------------------------- | --- | ----------------------------------------------------------------- | ----------------------------------------------------------------- |
| 2019年4月28日                                                     | 平成最後の日曜日に「未解決の女」が復活! 波瑠&鈴木京香演じる女刑事コンビが、東京〜京都を股に掛け、 謎多き“品字様”が現場に残された5年前の未解決事件に挑む! | 田村直己                                                          | 10.6%                                                             |
| （視聴率はビデオリサーチ調べ、関東地区）                          | |                                                                   |                                                                   |

シーズン2（2020年）
| 各話                                                                         | 放送日        | サブタイトル           | ラテ欄                                                                                  | 演出       | 視聴率 |
| ---------------------------------------------------------------------------- | ------------- | ---------------------- | --------------------------------------------------------------------------------------- | ---------- | ------ |
| 第1話                                                                        | 2020年8月06日 | 灰の轍                 | 熱血&頭脳派刑事コンビが復活!! 文書改ざんと不倫女優の点と線!? 空白5年の連続殺人…涙の結末 | 田村直己   | 13.1%  |
| 第2話                                                                        | 8月13日       | 古書《定家様》を探せ！ | 女教授の殺人講義!? 夫の異常愛と消えた国宝!!                                             | 樹下直美   | 12.0%  |
| 第3話                                                                        | 8月20日       | 高校体育教師殺害編     | 名門高校クイズ殺人!! 国語教師の㊙︎個人授業!?                                             | 樹下直美   | 12.9%  |
| 第4話                                                                        | 8月27日       | 将棋編                 | 最年少の将棋の天才が消えた!? 殺しの封じ手!!                                             | 本間美由紀 | 12.1%  |
| 第5話                                                                        | 9月03日       | 銀行立てこもり事件     | 銀行強盗 草加刑事の娘が人質!! 12年前の秘密!?                                            | 樹下直美   | 12.6%  |
| 第6話                                                                        | 9月10日       | 影の斜塔・前編         | 最終章!! 逃亡刑事は連続殺人犯!? さらば…矢代                                             | 田村直己   | 12.6%  |
| 最終話                                                                       | 9月17日       | 影の斜塔・後編         | 文書改ざんで殺人連鎖!? 真の黒幕を暴け                                                   | 田村直己   | 12.6%  |
| 平均視聴率 12.6%（視聴率はビデオリサーチ調べ、関東地区・世帯・リアルタイム） |               |                        |                                                                                         |            |        |

- 第1話は2時間スペシャル（20時 - 21時48分）。
- 第4話は前座番組『警視庁・捜査一課長2020』とコラボ。
- 第6話は10分拡大（21時 - 22時4分）。
- 最終話は15分拡大（21時 - 22時9分）。

| テレビ朝日系列 木曜ドラマ                          | テレビ朝日系列 木曜ドラマ                                        | テレビ朝日系列 木曜ドラマ                |
| 前番組                                             | 番組名                                                           | 次番組                                   |
| -------------------------------------------------- | ---------------------------------------------------------------- | ---------------------------------------- |
| BG〜身辺警護人〜 （2018年1月18日 - 3月15日）       | 未解決の女 警視庁文書捜査官 （2018年4月19日 - 6月7日）           | ハゲタカ （2018年7月19日 - 9月6日）      |
| BG〜身辺警護人〜 第2章 （2020年6月18日 - 7月30日） | 未解決の女 警視庁文書捜査官 シーズン2 （2020年8月6日 - 9月17日） | 七人の秘書 （2020年10月22日 - 12月10日） |